# Proechimys longicaudatus
Proechimys longicaudatus is een zoogdier uit de familie van de stekelratten (Echimyidae). De wetenschappelijke naam van de soort werd voor het eerst geldig gepubliceerd door Rengger in 1830.